# Église des Jacobins de Morlaix
L'église des Jacobins de Morlaix est une église à une seule nef située à Morlaix, en Bretagne (France). 

## Histoire

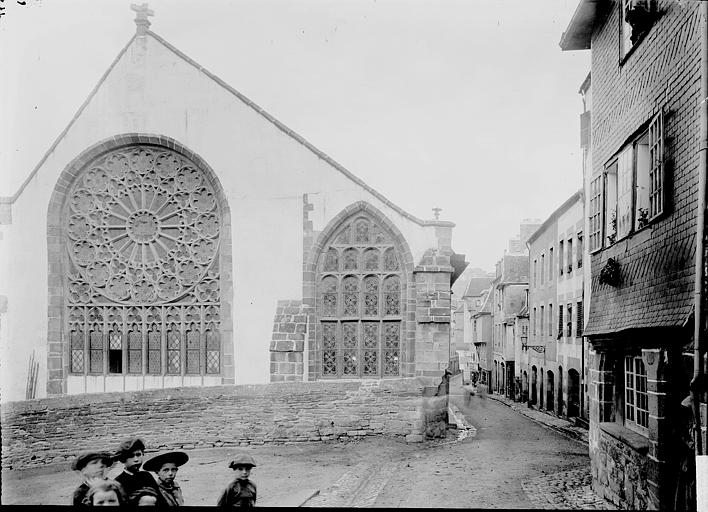
Façade Est vue de la rue des vignes.

### Moyen-Âge
L'église fait partie du couvent des jacobins (ou dominicains) de Morlaix. Cette église est consacrée en 1250, sa construction ayant débuté en 1238. Au milieu du XIVe siècle un incendie la ravage. Elle est reconstruite et agrandie dans le même temps.

### Période révolutionnaire
L'édifice religieux est désacralisé pendant la période révolutionnaire. Elle est alors divisée en deux par un plancher. Sa partie haute sert alors de grenier à foin et le rez-de-chaussée d’écurie.

### XIXesiècle
Le bâtiment est réaménagé une dernière fois. Des halles sont installées au rez-de-chaussée et l'étage devient la salle d'exposition du musée des beaux-arts de Morlaix. La Société d'Étude Scientifique locale en fait ses quartiers et y présente ses collections archéologiques. Du mobilier local de l'âge du bronze et de l'âge du fer découverts lors de fouilles amateurs dans les environs sont exposés. 

### XXesiècle
En 1983, l'église est classée intégralement au titre des monuments historiques. Les façades et toitures des bâtiments conventuels sont classés depuis cette même date.

### XXIesiècle
Les collections du musée des Jacobins sont présentés à l'étage de l'église jusqu'à sa fermeture au public en 2003. Le bâtiment est vidé de ses collections en 2021 en prévision d'une rénovation. Cette rénovation passe en premier temps par le démentiellement du plancher. Le sol est fouillé par Élodie Cabot (archéo-anthropologue) et son équipe de l'INRAP de novembre 2023 à mars 2024. Cette fouille a exhumé près de 250 sépultures les effets personnels des défunts. L'étude du bâti sera menée dans un second temps afin de compléter l'histoire de l'édifice.

## Architecture
Les fenêtres en tiers-points d'origine sur la façade sud sont toujours visible depuis la cour du couvent, implantée sur contre ce mur. Celle-ci se termine par un chevet plat (édifié au XIVe siècle), n'a qu'un seul bas-côté au nord (ajouté XVe siècle) et un faux transept daté de la même époque. Face à l'entrée, la façade Est de l'église est percée d'une baie en plein cintre composée de huit petites baies surmontées d'une grande rose. 

## Projet de restauration
Le chantier architectural du musée de Morlaix continue jusqu'en 2028. Une dalle béton va être coulée dans l'église pour lui rendre sa fonction de lieu d'exposition. 